# Johann Loesel

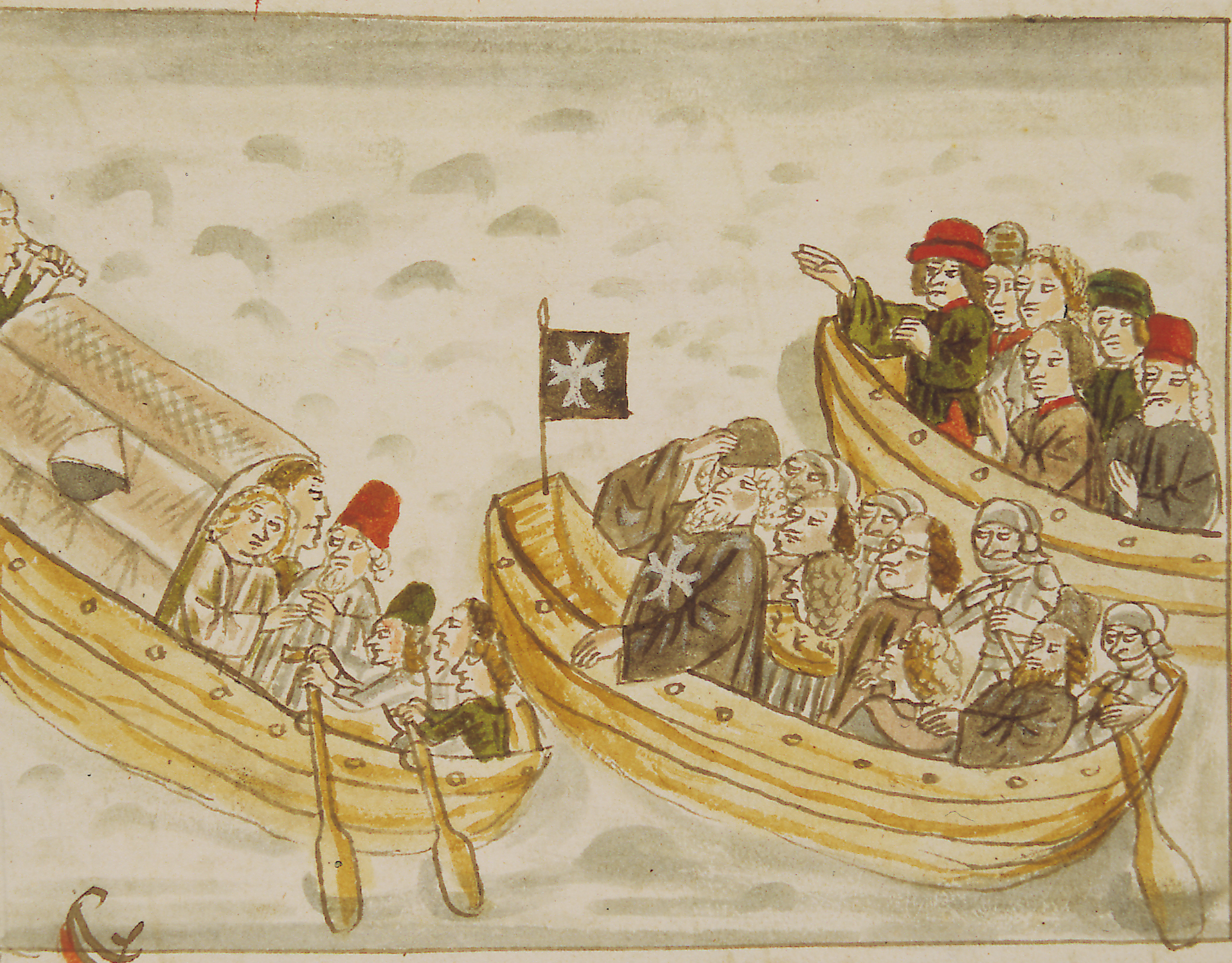
Johann Loesel vermittelt im Boot im Alten Zürichkrieg im Februar 1446 zwischen den Eidgenossen und der Reichsstadt Zürich (aus Gerold Edlibachs Züricher Chronik)

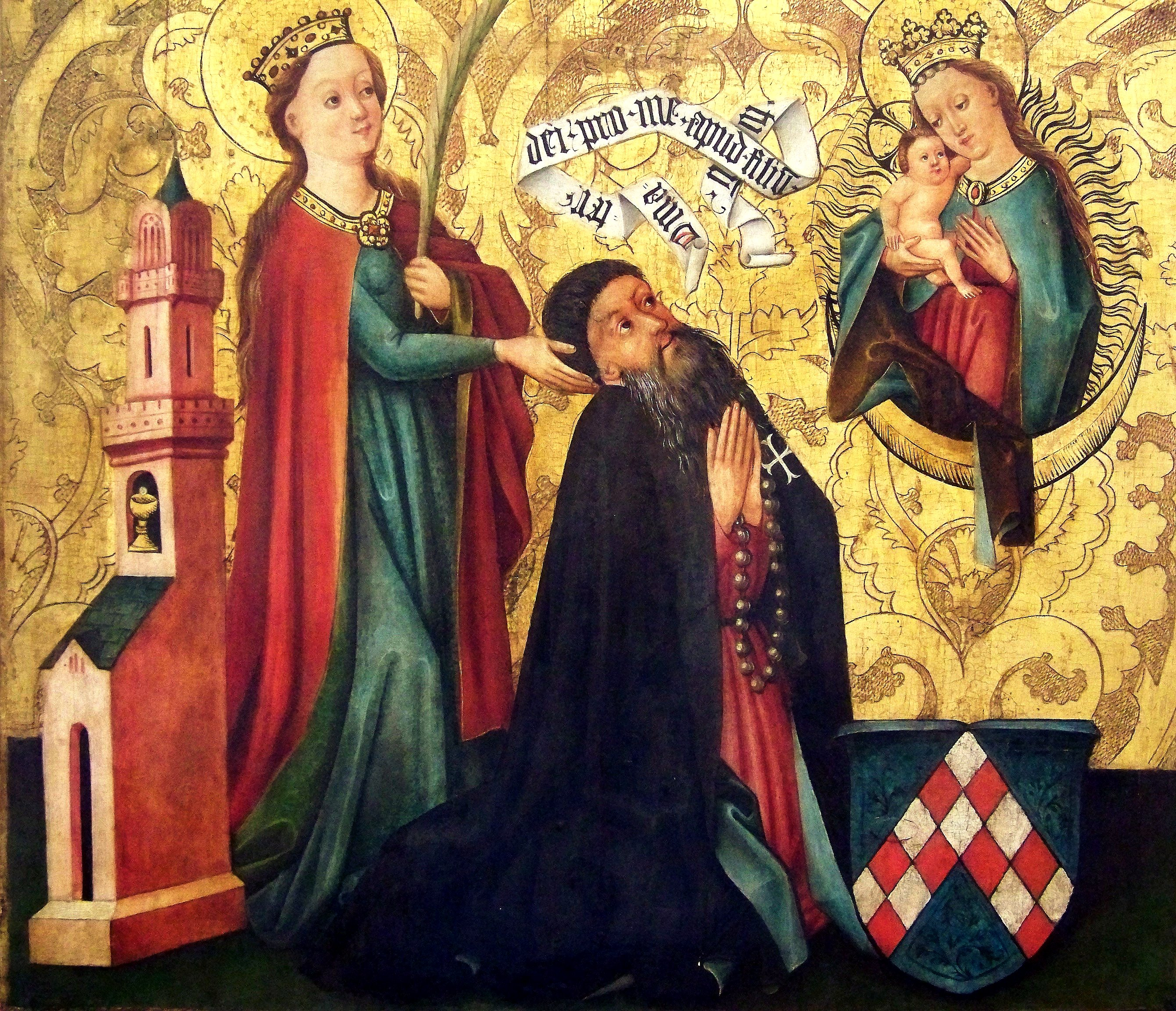
Stifterbild des Lösel-Altars: Die hl. Barbara präsentiert den Stifter Johann Loesel der Gottesmutter; rechts unten sein Wappen

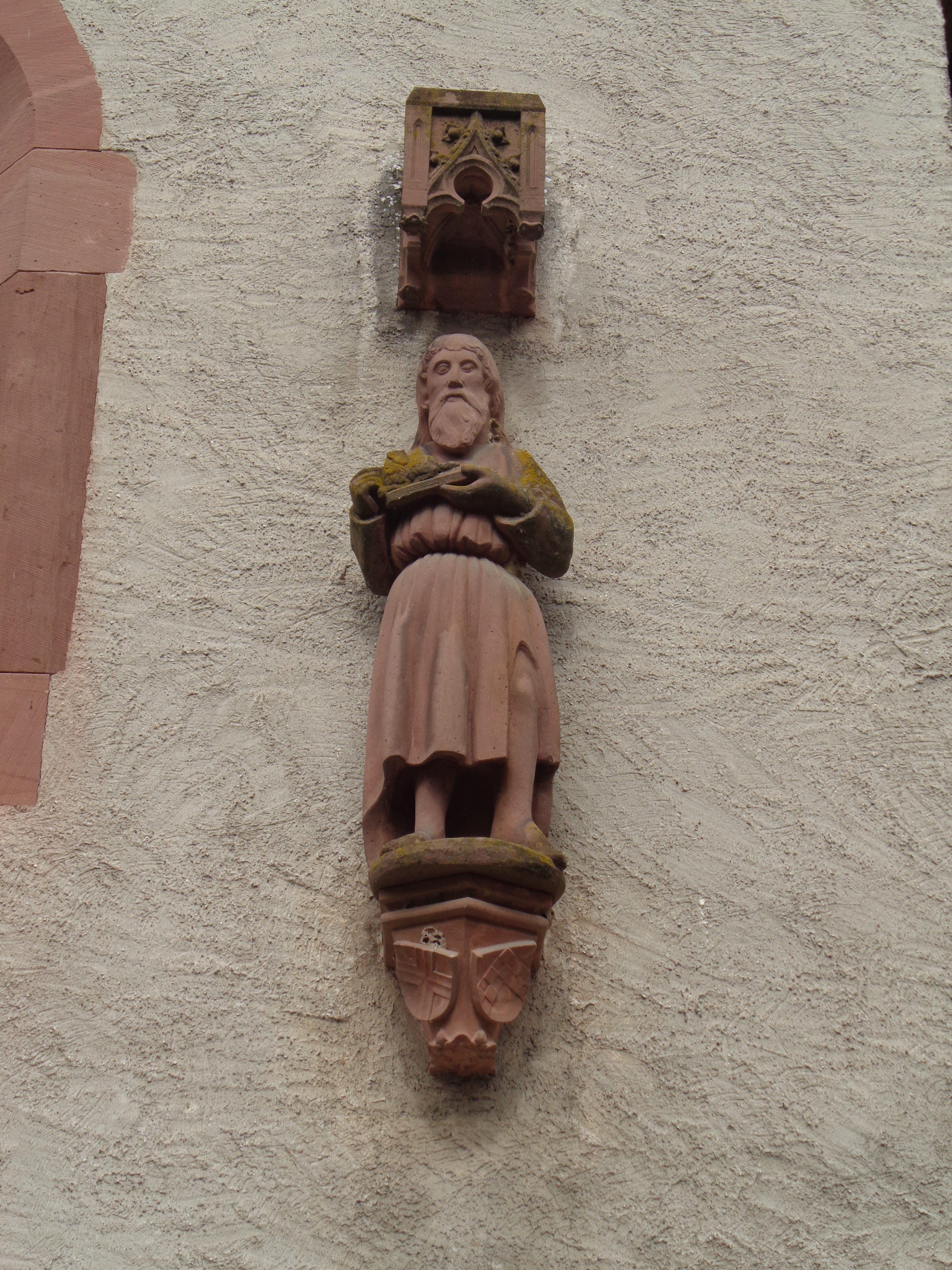
Johannesstatue an der Eingangsseite der Johanniterkapelle in Rheinfelden

Johann Loesel (* um 1390; † 8. April 1460) war ein Ritter des Johanniterordens. Er war von 1440 bis 1444 Großbailli und von 1445 bis 1460 (Groß-)Prior der Ordensprovinz Alemannia.

## Leben und Laufbahn
Johann Loesel entstammte einem bischöflich-straßburgischen Ministerialengeschlecht. Nach den Wappen auf seinem Grabstein war seine Mutter eine geborene Schwarber. Die Familie Schwarber gehörte zum Straßburger Patriziat. Er ist zuerst als einfacher Bruder im Ordenshaus zu den Eichen (auch Eichhof) bei Weißenburg (heute Wissembourg) nachgewiesen. Vermutlich hielt er sich danach in Rhodos auf. 1426 wurde ihm die Kommende in Mainz verliehen. Allerdings amtete er erst 1429 erstmals als Kommendator von Mainz und feierte 1439 sein zehnjähriges Amtsjubiläum. Es wäre daher möglich, dass die Urkunde von 1426 nicht korrekt datiert ist, oder er konnte die Kommende erst 1429 tatsächlich auch in Besitz nehmen. 1434 wurde er zudem Kommendator von Rheinfelden. 1440 wurde er in Rhodos zum Großbailli ernannt, ein Amt, das erst 1428 für die deutsche Zunge des Johanniterordens geschaffen worden war. Ein Pilgerschiff hatte ihn und die Johanniterkommendatoren Walter von Bussnang, Johannes von Schwalbach und Hans von Benfeld(?) nach Rhodos mitgenommen. Der Großbailli war für die Festungsanlagen von Rhodos verantwortlich. In dieser Zeit hielt sich Johann Loesel sicher in Rhodos auf. Für die Kommende Mainz ist zumindest für 1437 belegt, dass dort ein Schaffner den Kommendator vertrat. Als er 1444 zum Großprior von Deutschland ernannt wurde, resignierte er das Amt des Großbailli und wahrscheinlich auch die Kommende Mainz. Dafür verwaltete er seit 1445 die Kommenden Basel, Bubikon, Leuggern-Klingnau und Wädenswil; er residierte meist in Wädenswil. Die Kommende Bubikon resignierte er aber bereits 1445/46 wieder. Dort ist schon im November 1446 Johann Wittich als (neuer) Kommendator belegt. Im Februar 1446 initiierte er Friedensgespräche von Boot zu Boot auf dem Zürichsee zwischen den verfeindeten Eidgenossen und der Reichsstadt Zürich. Diese Szene ist in einer Zeichnung des Zürcher Chronisten Gerold Edlibach dokumentiert. Allerdings dauerte es noch bis zum 12. Juni 1446, bis es zu einem Waffenstillstand kam. Es dauerte weitere vier Jahre bis zum Vergleich im Kloster Kappel (8. April 1450) bzw. zum endgültigen Schiedsverfahren von Einsiedeln (13. Juli 1450). Am 4. Juli 1450 erneuerte Loesel das Burgrecht mit der damaligen Reichsstadt Zürich.
Im Gegensatz zur Kommende Mainz behielt Johann Loesel die Kommende Rheinfelden auch nach der Übernahme des Amtes des Großpriors. 1449 überfiel Hans von Rechberg die Stadt Rheinfelden und zerstörte auch das vor den Mauern der Stadt gelegene Ordenshaus der Johanniter. 
Im November 1454 hielt sich Johann Loesel in Rhodos auf und nahm am Generalkapitel des Johanniterordens teil.
1455 war Johann Loesel in Wien bei Erzherzog Albrecht von Österreich und erhielt von ihm die Erlaubnis, das 1449 zerstörte Ordenshaus innerhalb der Stadt Rheinfelden wieder aufzubauen. 1456 war er persönlich in Rheinfelden und besichtigte den Bauplatz bzw. bestimmte den Platz für die neue Kapelle. Im selben Jahr kaufte der Kaplan der Johanniter in Rheinfelden in seinem Auftrag eine benachbarte Scheune zum Areal des Johanniterhauses hinzu. 1459 ist er immer noch als Kommendator von Rheinfelden belegt. Möglicherweise stiftete er auch den Hochaltar in der neu erbauten Johanniterkapelle in Rheinfelden. Sein Wappen, ein geschachter nach oben zeigender Winkel, ist am Sakramentshäuschen und am Sockel der Johannesstatue an der Westfront der Johanniterkapelle angebracht.
1456 nahm er bei den Pflegern und Statthaltern der Ballei der Oberen Lande ein Darlehen von 800 Gulden auf. Er ließ in Wädenswil die Kirche umbauen und den Lettner errichten. Im Schlussstein ist sein Wappen angebracht.
Johannes Loesel ist am 8. April 1460 wahrscheinlich in Basel gestorben und wurde in der heute nicht mehr existierenden Johanniterordenskirche in Basel begraben. Sein Epitaph ist verloren, es existiert aber noch eine Zeichnung davon.